# Hendrik Ludolf Wichers

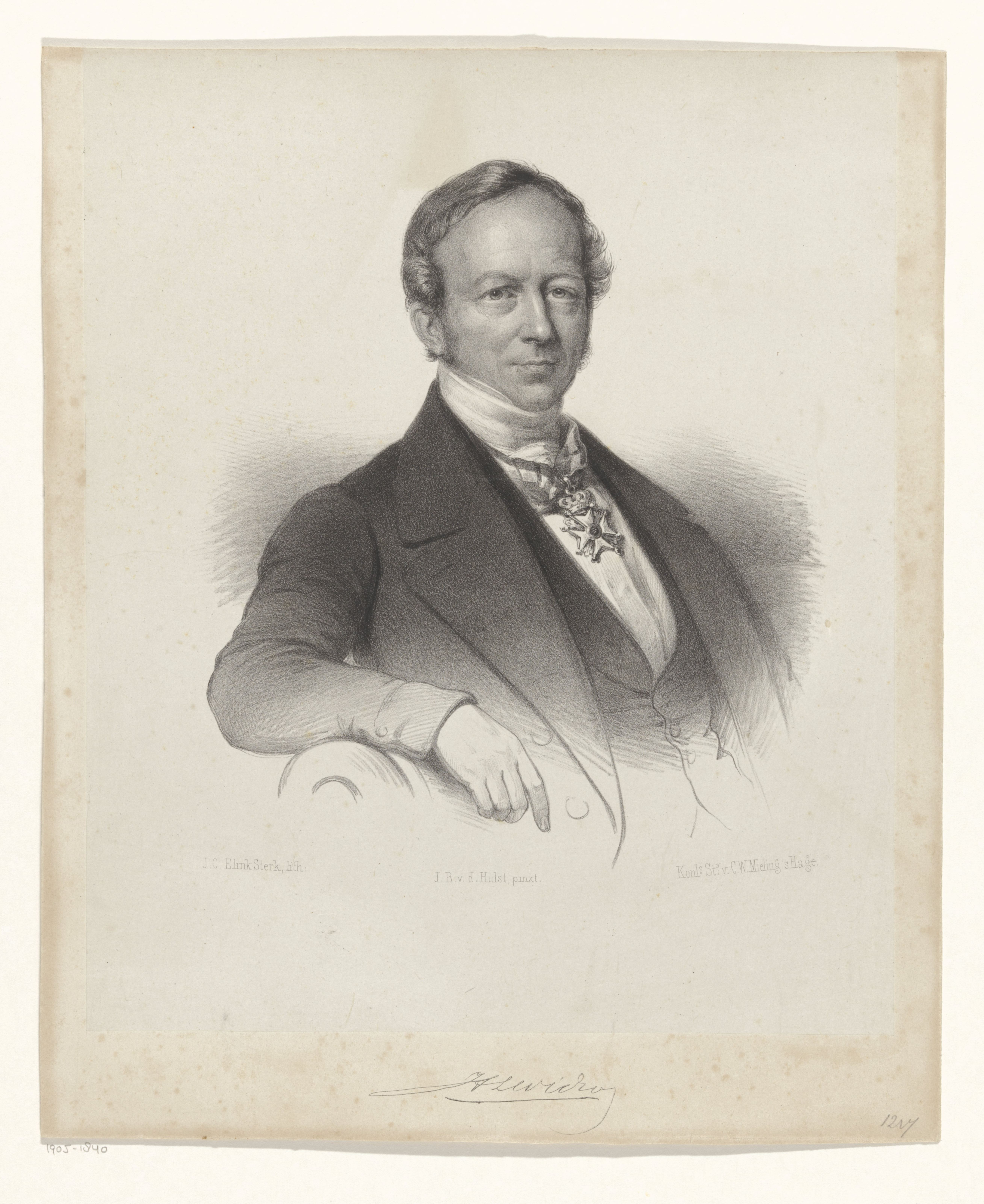
Portret van Hendrik Ludolf Wichers

Hendrik Ludolf Wichers (Roden, 21 juni 1800 – 's-Gravenhage, 4 maart 1853) was kortstondig minister van Justitie in het Kabinet-De Kempenaer-Donker Curtius. Eerder had hij rechterlijke functies in Nederlands-Indië vervuld. Wichers bracht de eerste Vreemdelingenwet tot stand. Na zijn ministerschap werd hij lid van de Raad van State.
Hij was de vader van minister Hendrikus Octavius Wichers.